# レイナード・02I

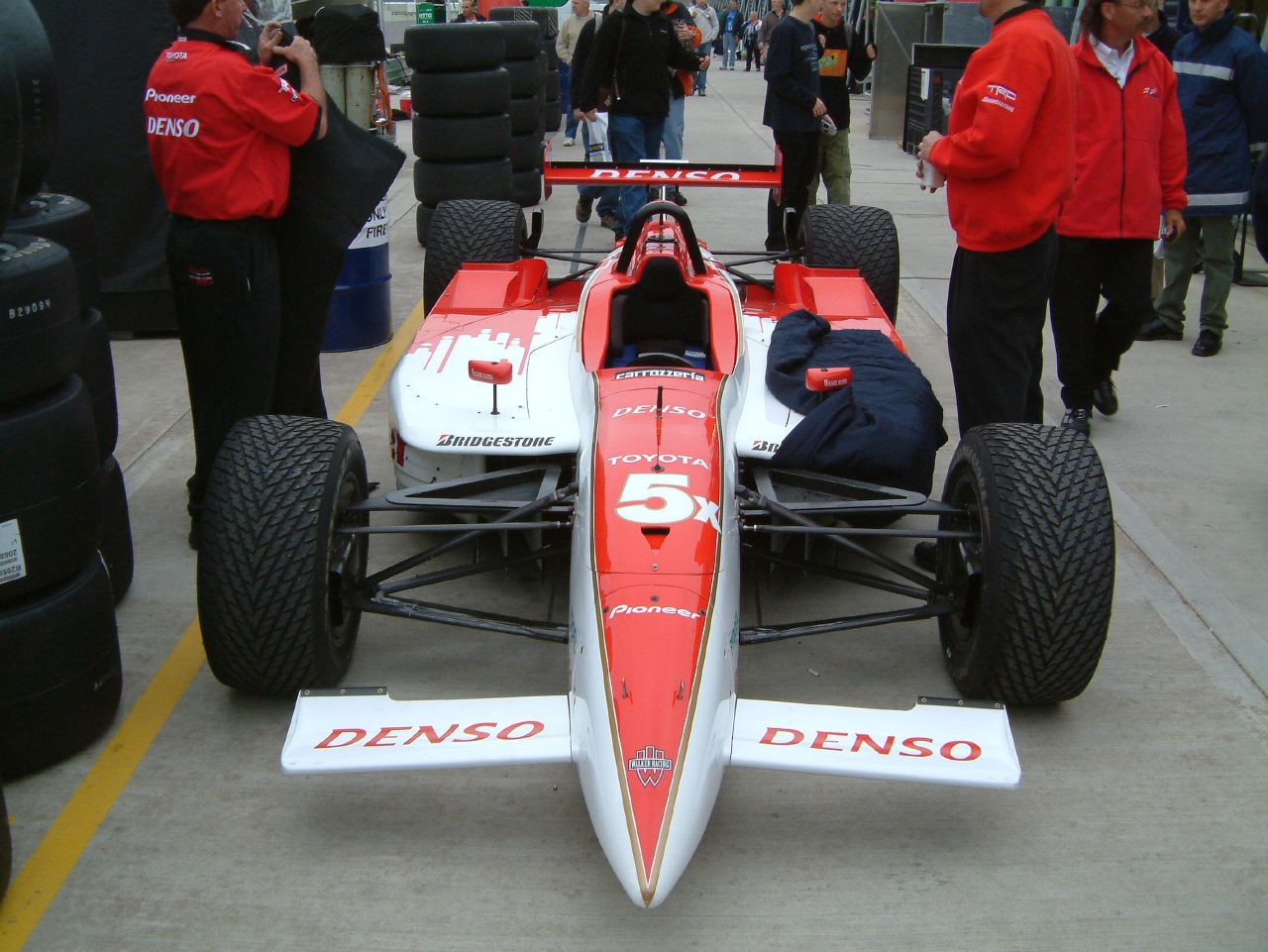
シャシー前方での02I

レイナード・02I (Reynard 02I) は、レイナードが設計・製造したオープンホイールレーシングカーである。2002年のCARTシーズンで使用された。レイナード倒産後も開発が続けられ、2003年から2004年にかけてチャンプカーシリーズで使用された。